# Mettinger Straße 19 (Esslingen)

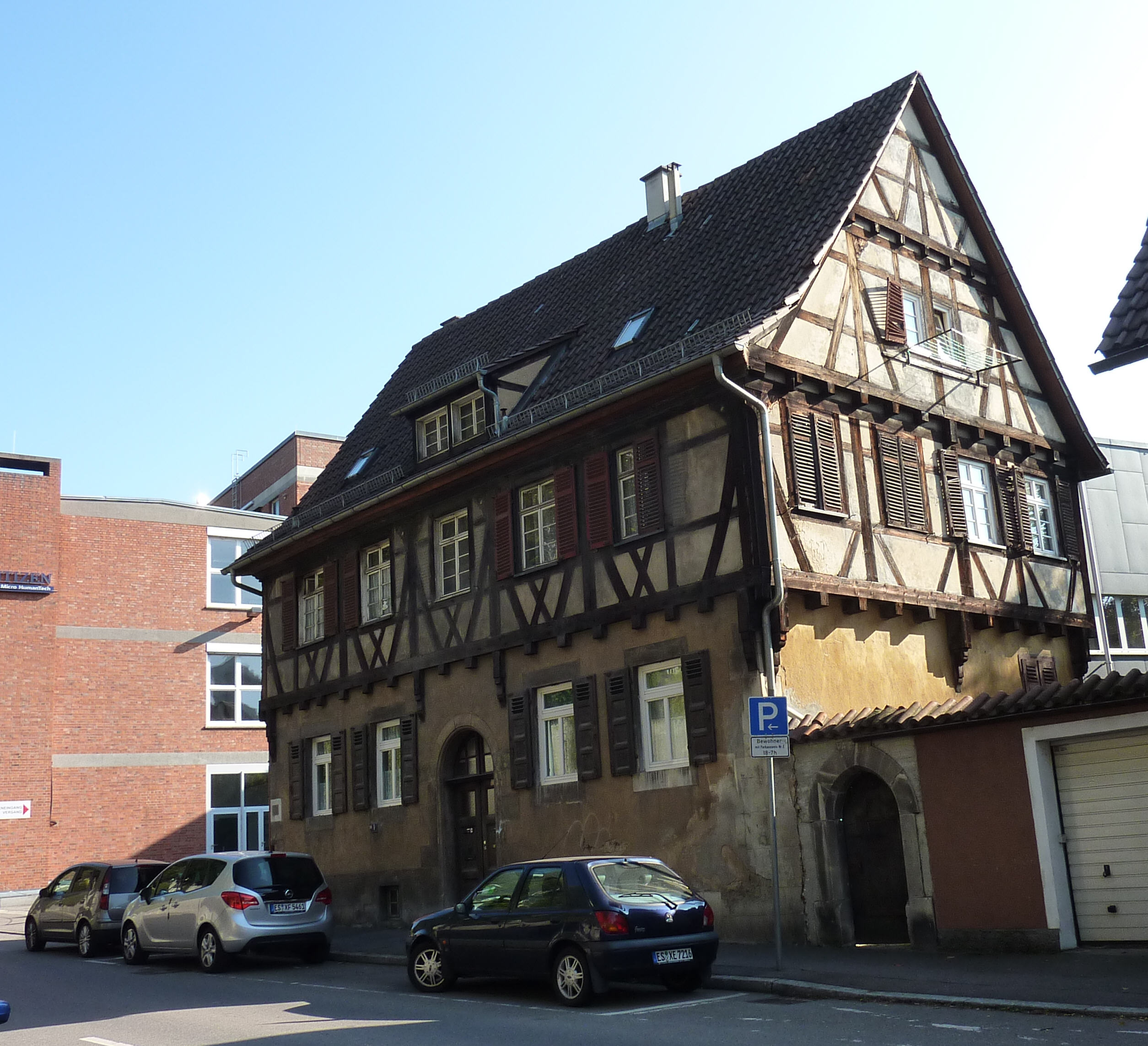
Mettinger Straße 19

Das Haus Mettinger Straße 19 in Esslingen am Neckar wurde 1578 errichtet und 1905 transloziert (versetzt) und umgestaltet.

## Geschichte
Das zweistöckige Haus wurde laut einer Inschrift am linken Eckpfosten des Obergeschosses im Jahr 1578 errichtet und gehörte einst dem Spitalmüller. Zeitweise war es auch im Besitz des Handschuhmachers Bodmer. Das Haus stand ursprünglich auf dem Nachbargrundstück Mettinger Straße 17. Im Jahr 1905 musste es einem Villenneubau der Familie Schimpf weichen und wurde von Erasmus Rückgauer innerhalb von sieben Tagen mittels einer Schienenbahn versetzt. Albert Benz, der auch die neue Villa auf dem Nachbargrundstück plante, gestaltete das Haus damals um. Es erhielt aufgenageltes Fachwerk im Stil der Renaissance. Um 1920/30 wurde ein Tor auf der linken Hausseite durch zwei Fenster ersetzt. Jahrzehnte später wurde die Gartenmauer auf der linken Hausseite abgerissen, um Platz für eine Fabrikeinfahrt zu schaffen, und das zugehörige neugotische Portal auf die rechte Hausseite versetzt. Die Villa, der es einst weichen musste, wurde schon 1956 wieder abgerissen.

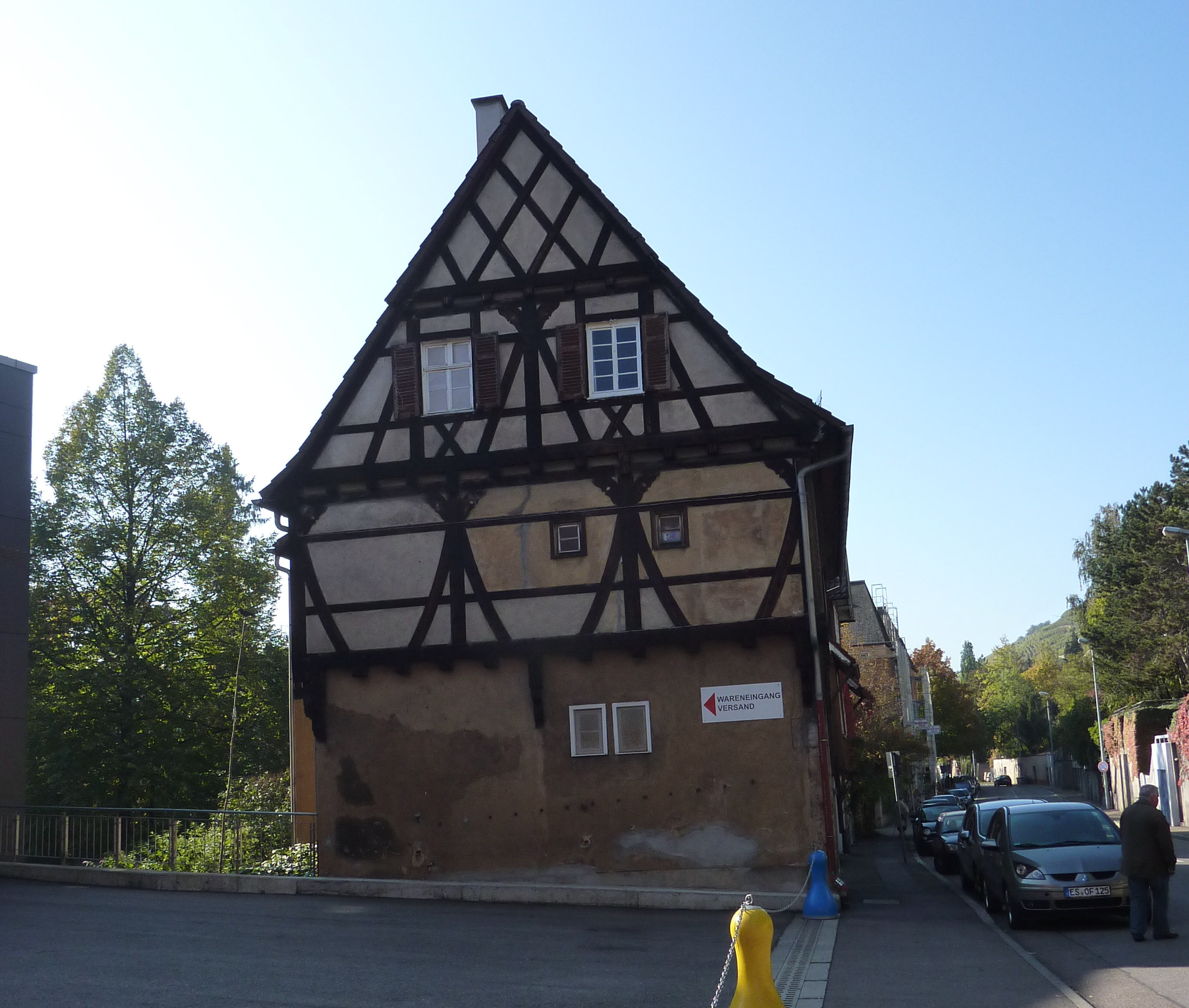
Ostseite mit Fabrikeinfahrt
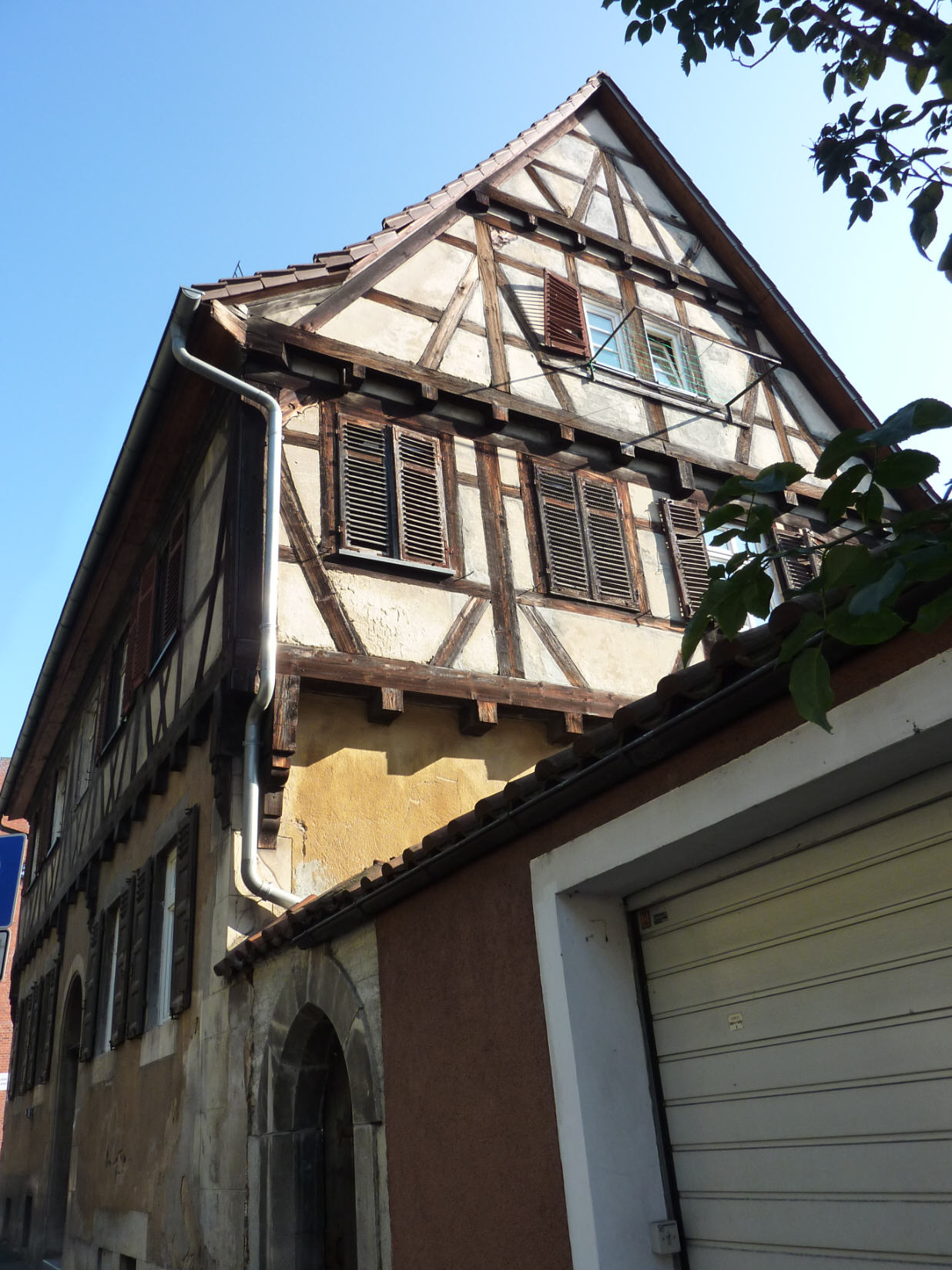
Westseite mit dem versetzten Portal